# فورت مایرز شورز (فلوریدا)
فورت مایرز شورز (به انگلیسی: Fort Myers Shores) یک منطقهٔ مسکونی در ایالات متحده آمریکا است که در شهرستان لی، فلوریدا واقع شده‌است. فورت مایرز شورز ۶٫۴ کیلومتر مربع مساحت و ۵٬۷۹۳ نفر جمعیت دارد و ۳ متر بالاتر از سطح دریا واقع شده‌است.